# Igrzyska małych państw Europy
Igrzyska małych państw Europy – zawody sportowe rozgrywane cyklicznie, co dwa lata, począwszy od roku 1985. W czasie imprezy sportowcy rywalizują w dwunastu dyscyplinach.

## Historia
Już w latach 70. XX wieku wśród małych krajów Europy narodziła się koncepcja stworzenia zawodów sportowych. Formalna dyskusja na ten temat została podjęta po raz pierwszy w roku 1981 na kongresie Europejskiego Komitetu Olimpijskiego w Atenach. Rozmowy związane z imprezą pojawiły się także w tym samym roku, na posiedzeniu MKOL-u w Baden-Baden. Ostateczną decyzję o powołaniu igrzysk małych państw Europy podjęto w Los Angeles podczas igrzysk olimpijskich w roku 1984. Wówczas zatwierdzono statut, regulamin oraz przepisy.

## Uczestnicy

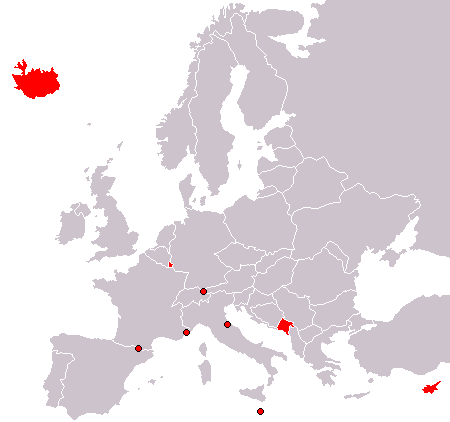
Mapa przedstawiająca państwa uczestniczące w igrzyskach małych państw Europy (kolor czerwony).

Igrzyska organizowane są przez Athletic Association of Small States of Europe (AASSE) oraz narodowe komitety olimpijskie krajów Europy (z wyjątkiem Cypru, który położony jest w Azji), które liczą mniej niż milion obywateli. W imprezie od pierwszej edycji uczestniczą: Andora, Cypr, Islandia, Liechtenstein, Luksemburg, Malta, Monako oraz San Marino. Od 2006 członkiem AASSE jest także Czarnogóra, która swoich zawodników na igrzyska pierwszy raz wysłała w 2011.
Obecnie do rywalizacji chcą przystąpić Wyspy Owcze, jednakże – w odróżnieniu do obecnych uczestników imprezy – terytorium to nie jest niepodległym państwem, a tamtejszy Narodowy Komitet Olimpijski nie jest członkiem Międzynarodowego Komitetu Olimpijskiego (członkostwo to jest konieczne do uczestnictwa w igrzyskach małych państw Europy).

## Edycje
| Edycja | Kraj          | Miasto                                                       | Zawodnicy |
| ------ | ------------- | ------------------------------------------------------------ | --------- |
| 1985   | San Marino    | San Marino                                                   | 222       |
| 1987   | Monako        | Monte Carlo                                                  | 468       |
| 1989   | Cypr          | Nikozja                                                      | 675       |
| 1991   | Andora        | Andorra la Vella                                             | 697       |
| 1993   | Malta         | Valletta                                                     | 690       |
| 1995   | Luksemburg    | Luksemburg                                                   | 684       |
| 1997   | Islandia      | Reykjavík                                                    | 714       |
| 1999   | Liechtenstein | Vaduz                                                        | 566       |
| 2001   | San Marino    | San Marino                                                   | 658       |
| 2003   | Malta         | Valletta                                                     | 765       |
| 2005   | Andora        | Andorra la Vella                                             | 793       |
| 2007   | Monako        | Monte Carlo                                                  | 786       |
| 2009   | Cypr          | Nikozja, Limassol                                            | 843       |
| 2011   | Liechtenstein | Balzers, Eschen, Mauren, Schaan, Triesen, Triesenberg, Vaduz | 750       |
| 2013   | Luksemburg    | Luksemburg                                                   | 762       |
| 2015   | Islandia      | Reykjavík                                                    | 789       |
| 2017   | San Marino    | San Marino                                                   | 877       |
| 2019   | Czarnogóra    | Budva                                                        | 846       |
| 2021   | Andora        |                                                              |           |
| 2023   | Malta         | Valletta                                                     | 835       |
| 2025   | Andora        | Andorra la Vella                                             |           |
| 2027   | Monako        | Monte Carlo                                                  |           |
| 2029   | Luksemburg    | Luksemburg                                                   |           |

## Klasyfikacja medalowa wszystkich edycji
| Miejsce | Kraj          | Złoto | Srebro | Brąz | Razem |
| ------- | ------------- | ----- | ------ | ---- | ----- |
| 1       | Cypr          | 555   | 483    | 440  | 1478  |
| 2       | Islandia      | 535   | 415    | 449  | 1399  |
| 3       | Luksemburg    | 443   | 447    | 425  | 1315  |
| 4       | Monako        | 163   | 182    | 267  | 612   |
| 5       | Malta         | 124   | 198    | 250  | 572   |
| 6       | Liechtenstein | 79    | 86     | 113  | 278   |
| 7       | San Marino    | 76    | 132    | 168  | 376   |
| 8       | Czarnogóra    | 67    | 37     | 57   | 161   |
| 9       | Andora        | 65    | 111    | 153  | 329   |